# Hierón

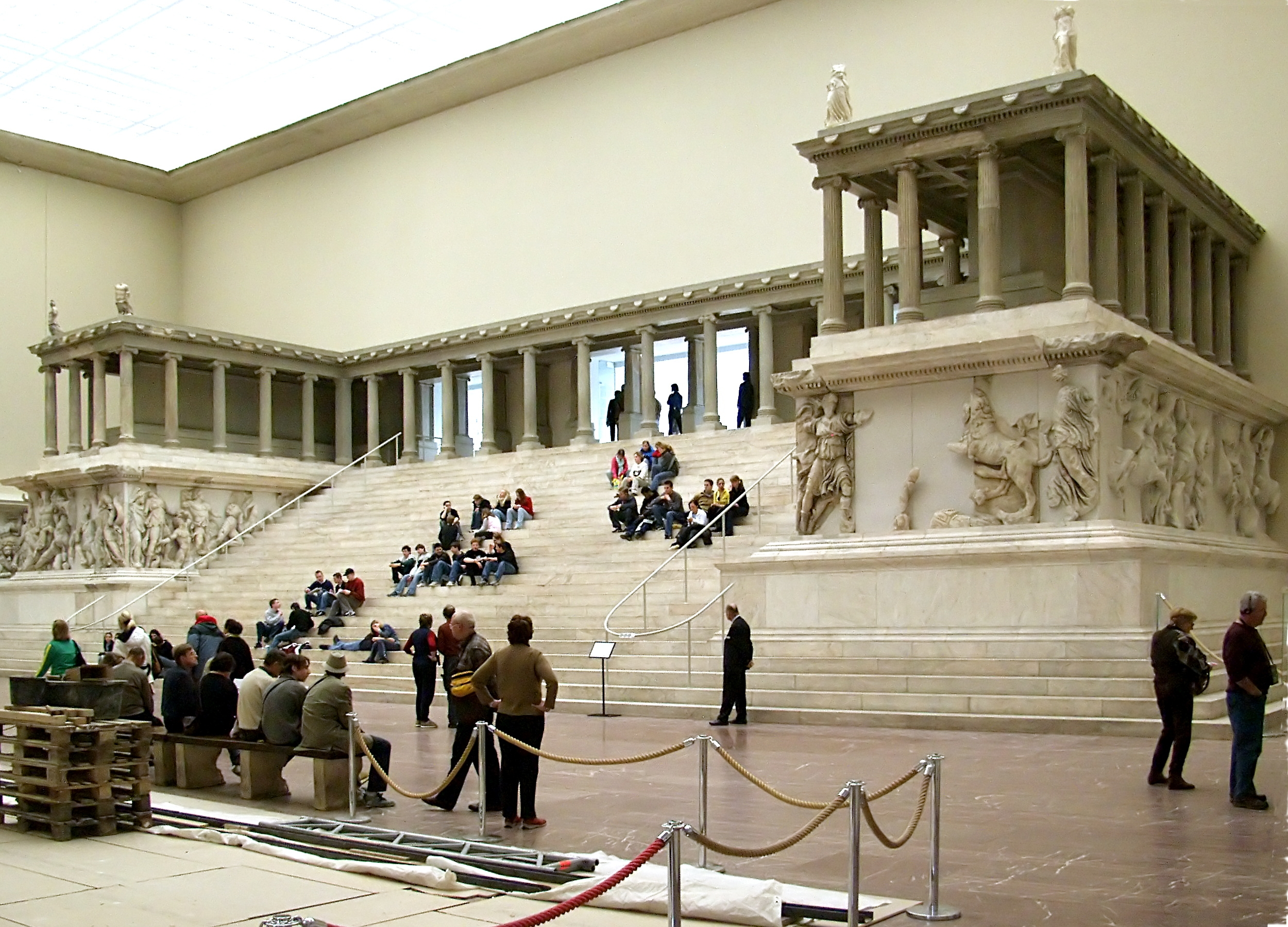
Altare di Zeus a Pergamo (prima metà del II secolo a.C.). L'altare, al centro della terrazza posta tra il santuario di Atena Poliade e l'agorà superiore, era accessibile da ovest e orientato verso est. Ispirato agli altari monumentali di età arcaica (a partire da quello di Era a Samo, del quale sembra riprendere le misure), presenta il piano sacrificale circondato da un recinto colonnato e collocato su un alto basamento (composto da due elementi), raggiungibile da una scalinata di 28 gradini. Caratteristica la decorazione della parte superiore del basamento: un enorme fregio (alto 2,28m, lungo quasi 120), decorato con scene di gigantomachia; un altro fregio di proporzioni minori decorava il recinto colonnato, con scene del mito di Telefo, eroe fondatore della città.

Nella religione greca antica, lo hierón (in greco antico: ἱερόν?) era un luogo di culto, in origine considerato sacro per qualche caratteristica tale da destare la sensazione di una particolare manifestazione della divinità: si trattava in genere di luoghi impervi o isolati, boschi, grotte ect.

## Storia
In epoca omerica, il culto si svolgeva all'aperto, nei boschi o intorno a un altare. Lo spazio consacrato del témenos, il recinto sacro, e l'altare, delimitato da cippi o da un muro di cinta, furono i primi elementi del santuario; altri elementi furono pietre, come l'omphalós (onfalo) di Delfi, alberi sacri, sorgenti: con la loro inamovibilità essi caratterizzavano il luogo sacro.
In seguito il santuario si sviluppò come complesso di edifici per il culto, venendo così ad assumere, prevalentemente, l'aspetto di un grande recinto, attraversato da una via sacra e racchiudente edifici diversi variamente collegati fra loro (oltre al tempio dedicato alla divinità principale, altri templi, altari, alloggi per i pellegrini, monumenti, porticati e i tempietti che ospitavano i doni votivi offerti dalle principali città; thēsaurós); anche i teatri si trovavano spesso all'interno del recinto sacro. Il tempio (naós) era considerato l'abitazione del dio, e ospitava il suo simulacro; il culto si svolgeva all'esterno di esso.
I santuari urbani si trovavano nel centro delle città o sull'acropoli. I santuari extra urbani spesso dovevano la loro fama alla presenza di un oracolo, o al fatto che su essi gravitava un culto comune a più stirpi (anfizionia) o città. In epoca classica i maggiori santuari furono Delfi e Olimpia: specie in quest'ultima località, distante da centri abitati, sono notevoli i resti delle costruzioni destinate agli ospiti di maggior riguardo: poiché una notevole massa di visitatori si riversava qui soltanto ogni quattro anni, per i giochi panellenici. la maggior parte dei pellegrini trovava ricovero sotto tende. 
A Delfi, invece, il carattere oracolare del santuario determinava un'affluenza pressoché costante: ma esso era in prossimità di un importante centro abitato, che doveva evidentemente possedere l'attrezzatura ricettiva necessaria. Importanti furono anche i santuari di Epidauro e di Cos, che attiravano malati in cerca di guarigione; molti santuari erano dedicati a culti particolari, misterici o orgiastici, come quelli di Eleusi, santuario panellenico situato in territorio ateniese, quelli della Magna Mater nell'antro Ideo a Creta, quello di Pessinunte in Asia Minore, quelli di Venere-Afrodite a Erice in Sicilia e altrove.